# Sebastes jordani
Sebastes jordani är en fiskart som först beskrevs av Gilbert, 1896.  Sebastes jordani ingår i släktet Sebastes och familjen kungsfiskar. Inga underarter finns listade i Catalogue of Life.